# 1917 a tudományban
Az 1917. év a tudományban és a technikában.

## Díjak
- Nobel-díjak
  - Fizikai Nobel-díj: Charles Glover Barkla
  - Fiziológiai és orvostudományi Nobel-díj: (nem adták ki)
  - Kémiai Nobel-díj: (nem adták ki)

## Születések
- január 25. – Ilya Prigogine orosz származású Nobel-díjas belga–amerikai kémikus († 2003)
- március 24. – John Kendrew Nobel-díjas angol biokémikus, krisztallográfus († 1997)
- április 10. – Robert Woodward Nobel-díjas amerikai származású szerves kémikus († 1979)
- május 23. – Edward Lorenz amerikai matematikus, meteorológus, a káoszelmélet egyik megalkotója. († 2008)
- június 14. – Kónya Albert magyar fizikus, oktatáspolitikus, a Magyar Tudományos Akadémia rendes tagja († 1988)
- június 14. – Atle Selberg norvég-amerikai matematikus, aki számelmélettel foglalkozott norvég matematikus († 2007)
- október 2. – Christian de Duve Nobel-díjas belga biokémikus, sejtbiológus († 2013)
- október 8. – Rodney Robert Porter megosztott Nobel-díjas angol biokémikus († 1985)
- november 22. – Andrew Huxley megosztott Nobel-díjas angol fiziológus, biofizikus († 2012)
- december 16. – Arthur C. Clarke angol mérnök, feltaláló († 2008)
- december 20. – David Bohm az Amerikai Egyesült Államokan született angol kvantumfizikus († 1992)

## Halálozások
- január 2. – Edward Burnett Tylor angol antropológus (* 1832)
- március 8. – Ferdinand von Zeppelin német léghajóépítő, a róla elnevezett léghajótípus tervezője és gyártója (* 1838)
- március 31. – Emil von Behring Nobel-díjas német bakteriológus, immunológus (* 1854)
- június 15. – Kristian Birkeland norvég fizikus, kutató; egyebek között kimutatta, hogy a sarki fény (aurora borealis) forrása a Napból érkező töltött részecskék árama (* 1867)
- július 27. – Emil Theodor Kocher Nobel-díjas svájci orvos és kutató (* 1841)
- augusztus 3. – Ferdinand Georg Frobenius német matematikus (* 1849)
- augusztus 13. – Eduard Buchner Nobel-díjas német vegyész, a sejtmentes fermentáció felfedezője (* 1860)
- augusztus 20. – Adolf von Baeyer német kémikus, a szerves festékek kutatásáért kapott Nobel-díjat (* 1835)